# The Story of Thor 2
The Story of Thor 2, известная в Японии как Thor ~Seirei-Ō Kiden~ (яп. トア 〜精霊王紀伝〜 Toa ~Seirei-Ō Kiden~, lit. "Thor ~Chronicles of the Elemental King~") и в Северной Америке как The Legend of Oasis — видеоигра, разработанная Ancient и выпущенная компанией Sega для игровой консоли Sega Saturn в 1996 в жанре action role-playing game. Является приквелом к оригинальной игре Beyond Oasis для игровой консоли Sega Mega Drive/Genesis. Игрок берёт на себя роль Леона, которому необходимо найти шесть духов стихий и использовать все свои навыки для того чтобы бороться со злым волшебником Агито и его легионом монстров.

## Сюжет
За много лет до событий в оригинальной Beyond Oasis, воин Ордан отдает своему молодому ученику Леону Золотой нарукавник, объясняя что тот является наследником Короля Духов Оазиса. Теперь ему необходимо получить помощь шести духов стихий: Дитто (дух воды), Ифрит (дух огня), Баву (дух земли), Брасс (дух звука), Шейд (дух тьмы), и Айрл (дух воздуха). Антагонистом является злой волшебник Агито, у которого есть Серебряный нарукавник — что грозит уничтожению мира.

## Персонажи
- Леон — молодой ученик Ордана и наследник Короля Духов Оазиса; ему передается Золотой нарукавник, который наделяет его способностью вызвать шесть духов и позволяет использовать их стихийные способности.
- Ордан — учитель Леона, отдает ему Золотой нарукавник.
- Мира — болезненная женщина, приплывшая на Оазис. Преследуется монстрами Агито.
- Агито — главный антагонист, владеет Серебряным нарукавником, аналогом Золотого нарукавника, и намерен уничтожить Оазис. С его красно-украшенным нарукавником, Агито способен создавать хаос и разрушения.

## Игровой процесс
Действие игры происходит в режиме реального времени. Каждое оружие поставляется с набором специальных атак, которые выполняются в файтинг стиле. Игрок также может вызывать духов путём выстрела магической сферой из Золотого нарукавника на какой-либо объект, стихия вызываемого духа зависит от объекта столкновения. Духи могут сражаться с врагами, лечить Леона, или помогать ему решать головоломки. Леон может владеть различным оружием, но главным отличием от первой части является отсутствие поломки.
Также в игре имеется режим для двух игроков, который можно включить с помощью чит-кода.
Графика, по большей части, идентична оригиналу. Единственные заметные улучшения в цветах и частоте кадров. Графика в приквеле имеет более резкий контраст и насыщенность, общая производительность является более высокой.

## Критика
Игра была подвергнута критике как недостаточно оригинальная (по сравнению с предшественником, Beyond Oasis), чтобы оправдать своё появление на платформе Sega Saturn. Музыка не такая оригинальная и запоминающаяся как в предшественнике, порой даже вызывает отвращение из-за свой унылости. Игровой процесс также вызывает разочарование, потому что его действие происходит в перспективе и порой очень трудно сказать, как высоко или низко находится платформы в отношении Леона — что вызывает серьезные проблемы в прохождении игровых локаций. Game Informer дал игре оценку 8.75/10.